# Groenkeelbuulbuul
De groenkeelbuulbuul (Arizelocichla chlorigula; synoniem: Andropadus chlorigula) is een zangvogel uit de familie Pycnonotidae (buulbuuls).

## Verspreiding en leefgebied
Deze soort is endemisch in oostelijk Tanzania.

## Status
De grootte van de populatie is niet gekwantificeerd maar de soort wordt omschreven als algemeen tot zeer algemeen. Op de Rode lijst van de IUCN heeft deze soort de status niet bedreigd.